# Makes Me Wonder
Makes Me Wonder – singel amerykańskiej pop rockowej grupy Maroon 5. Wydany został 1 kwietnia 2007 roku przez wytwórnię A&M/Octone Records jako pierwszy singel z ich drugiego albumu zatytułowanego It Won't Be Soon Before Long. Utwór napisany został przez dwóch członków zespołu Adama Levine Jesse Carmichaela i Mickey Maddena, natomiast jego produkcją zajął się Mark Endert i grupa. Singel był pierwszym w karierze Maroon 5 utworem, który dotarł do szczytu notowania Billboard Hot 100. Nakręcono do niego także teledysk, którego reżyserią zajął się John Hillcoat.

## Notowania
| Lista (2007)                             | Pozycja pozycja |
| ---------------------------------------- | --------------- |
| Australia (Top 50 Singles)               | 6               |
| Austria (Ö3 Austria Top 40)              | 12              |
| Belgia (Flandria) (Ultratop 50 Singles)  | 32              |
| Belgia (Wallonia) (Ultratop 50 Singles)  | 34              |
| Kanada (Billboard Canadian Hot 100)      | 1               |
| Dania (Track Top-40)                     | 5               |
| Francja (Top 200 Singles)                | 40              |
| Niemcy (Top 100 Singles)                 | 11              |
| Węgry (Rádiós Top 40 játszási lista)     | 1               |
| Irlandia (IRMA)                          | 10              |
| Włochy (Top 20 Singles)                  | 16              |
| Holandia (Dutch Top 40)                  | 7               |
| Nowa Zelandia (Top 40 Singles)           | 8               |
| Norwegia (Top 20 Singles)                | 7               |
| Szwecja (Top 60 Singles)                 | 26              |
| Szwajcaria (Singles Top 100)             | 14              |
| Wielka Brytania (UK Singles Chart)       | 2               |
| Stany Zjednoczone (Hot 100)              | 1               |
| Stany Zjednoczone (Adult Contemporary)   | 9               |
| Stany Zjednoczone (Hot Dance Club Songs) | 1               |

### Końcoworoczne
| Lista (2007)                          | Pozycja |
| ------------------------------------- | ------- |
| Niemcy (Media Control Charts)         | 96      |
| Stany Zjednoczone (Billboard Hot 100) | 13      |